# Linyphia orophila
Linyphia orophila är en spindelart som beskrevs av Tord Tamerlan Teodor Thorell 1877. Linyphia orophila ingår i släktet Linyphia och familjen täckvävarspindlar. Inga underarter finns listade i Catalogue of Life.